# Épisodes de Conviction
Cet article présente le guide des épisodes de la série télévisée américaine Conviction.

## Généralités
- Aux États-Unis, la saison est diffusée depuis le 3 octobre 2016 sur le réseau ABC. Après la pause du temps des fêtes, la série échange de case horaire avec Quantico le dimanche soir.
- Au Canada, la saison est diffusée en simultanée sur le réseau CTV[1] ainsi que sur Bravo![2].

## Distribution

### Acteurs principaux
- Hayley Atwell : Hayes Morrison
- Eddie Cahill : Conner Wallace
- Shawn Ashmore : Sam Spencer
- Merrin Dungey : Maxine Bohen
- Emily Kinney : Tess Larson
- Manny Montana : Franklin « Frankie » Cruz
- Daniel Franzese : Jackson Morrison

### Acteurs récurrents
- Bess Armstrong : Harper Morrison, mère de Hayes
- Sarah Allen (en) : Lisa Crozier (épisodes 1 à 3)

## Épisodes

### Épisode 1:Une certaine idée de la justice
- États-Unis /  Canada : 3 octobre 2016 sur ABC[3] / CTV et Bravo![2]
- Québec : 26 janvier 2017 sur VRAK[4]
- Belgique : 9 septembre 2017 sur RTL-TVI[5]
- France : 12 septembre 2017[6] sur TF1[7]

- États-Unis : 5,17 millions de téléspectateurs[8] (première diffusion)
- Canada : 1,485 million de téléspectateurs[9] (première diffusion + différé 7 jours)

- Bess Armstrong (Harper Morrison)
- Maurice Williams[réf. nécessaire][Lequel ?] (Odell Dwyer)
- Murray Bartlett (Victor Bonotto)
- John Kapelos (Jim McNally)
- Marisol Ramirez (Lupe Ramos)
- JoNell Kennedy (en) (June Dwyer)
- Dylan Taylor (Gene Reynolds)
- Sarah Allen (en) (Lisa Crozier)

### Épisode 2:Face caméra
- États-Unis /  Canada : 10 octobre 2016 sur ABC / CTV et Bravo!
- Québec : 2 février 2017 sur VRAK
- Belgique : 9 septembre 2017 sur RTL-TVI
- France : 12 septembre 2017 sur TF1

- États-Unis : 4,23 millions de téléspectateurs[10] (première diffusion)
- Canada : 1,233 million de téléspectateurs[11] (première diffusion + différé 7 jours)

- Bess Armstrong (Harper Morrison)
- Cassandra Freeman (Zadie Daniels)
- Carl Lundstredt (Mike Kurzman)
- Stephen Scott Scarpula (Brian McKinney)
- Kaleb Horn (Seamus Gadsen)
- Fred Weller (Lewis Anderson)
- Sarah Allen (en) (Lisa Crozier)
- Alex Mallari Jr. (Matty Tan)
- Ian Paola (Rey Armas)

### Épisode 3:Bombe à retardement
- États-Unis /  Canada : 17 octobre 2016 sur ABC / CTV et Bravo!
- Québec : 9 février 2017 sur VRAK
- Belgique : 9 septembre 2017 sur RTL-TVI
- France : 12 septembre 2017 sur TF1

- États-Unis : 4,24 millions de téléspectateurs[12] (première diffusion)
- Canada : 1,236 million de téléspectateurs[13] (première diffusion + différé 7 jours)

- Mike Doyle (Rodney Landon)
- Frank Deal (Stan Sowinski)
- Nigel Gibbs (John Bohen)
- Anna Khaja (Kadisha Abdullah)
- Sarah Allen (en) (Lisa Crozier)

### Épisode 4:Amour maternel
- États-Unis /  Canada : 24 octobre 2016 sur ABC / CTV
- Québec : 16 février 2017 sur VRAK
- Belgique : 16 septembre 2017 sur RTL-TVI
- France : 19 septembre 2017 sur TF1

- États-Unis : 4,74 millions de téléspectateurs[14] (première diffusion)
- Canada : 1,306 million de téléspectateurs[15] (première diffusion + différé 7 jours)

- Teri Polo (Penny Price)
- Sheila McCarthy (Dr Jane Soto)
- Tim Guinee (Greg Price)
- Michael Pemberton (Judge McCutcheon)
- Dan Harris (lui-même)

### Épisode 5:La famille parfaite
- États-Unis /  Canada : 7 novembre 2016 sur ABC / CTV
- Québec : 23 février 2017 sur VRAK
- Belgique : 16 septembre 2017 sur RTL-TVI
- France : 19 septembre 2017 sur TF1

- États-Unis : 3,64 millions de téléspectateurs[16] (première diffusion)
- Canada : 1,224 million de téléspectateurs[17] (première diffusion + différé 7 jours)

- Bess Armstrong (Harper Morrison)
- Ian Paola (Rey)
- Grayson DeJesus (Will Jarrett)
- Kelly Aucoin (David Porter)
- Thomas E. Sullivan (Sean Porter)

### Épisode 6:Préjugés
- États-Unis /  Canada : 14 novembre 2016 sur ABC / CTV
- Québec : 2 mars 2017 sur VRAK
- Belgique : 16 septembre 2017 sur RTL-TVI
- France : 19 septembre 2017 sur TF1

- États-Unis : 4,17 millions de téléspectateurs[18] (première diffusion)
- Canada : 1,211 million de téléspectateurs[19] (première diffusion + différé 7 jours)

- Alex Mallari Jr. (Matty Tan)
- Nigel Gibbs (John Bohen)
- Susan Heyward (Porscha Williams)
- Ilfenesh Hadera (Naomi Golden)
- Nicholas J. Coleman (Officer Daniel Blake)

### Épisode 7:Les règles du feu
- États-Unis /  Canada : 21 novembre 2016 sur ABC / CTV
- Québec : 9 mars 2017 sur VRAK
- Belgique : 23 septembre 2017 sur RTL-TVI
- France : 26 septembre 2017 sur TF1

- États-Unis : 4,14 millions de téléspectateurs[20] (première diffusion)
- Canada : 1,301 million de téléspectateurs[21] (première diffusion + différé 7 jours)

- Carlo Rota (Vince Scarlata)
- Jason Furlani (Leo Scarlata)
- Jason Cerbone (Anthony Scarlata)
- Christian Campbell (Paul Slatkin)
- Kecia Lewis (Judge Melissa Hinds)

### Épisode 8:Marché de dupes
- États-Unis /  Canada : 28 novembre 2016 sur ABC / CTV
- Québec : 16 mars 2017 sur VRAK
- Belgique : 23 septembre 2017 sur RTL-TVI
- France : 26 septembre 2017 sur TF1

- États-Unis : 3,36 millions de téléspectateurs[22] (première diffusion)
- Canada : 1,432 million de téléspectateurs[23] (première diffusion + différé 7 jours)

- Ilfenesh Hadera (Naomi Golden)
- Allie MacDonald (Sierra Macy)
- Kathryn Erbe (Carla Macy)

### Épisode 9:Peine capitale
- États-Unis /  Canada : 5 décembre 2016 sur ABC / CTV
- Québec : 23 mars 2017 sur VRAK
- Belgique : 23 septembre 2017 sur RTL-TVI
- France : 26 septembre 2017 sur TF1

- États-Unis : 3,34 millions de téléspectateurs[24] (première diffusion)
- Canada : 1,285 million de téléspectateurs[25] (première diffusion + différé 7 jours)

- Matthew Bennett (AUSA Bill Newton)
- Kevin Hanchard (Jack Braemer)
- Richard Thomas (Earl Slavitt)

### Épisode 10:Victime et bourreau
- États-Unis /  Canada : 1er janvier 2017 sur ABC[26] / CTV
- Québec : 30 mars 2017 sur VRAK
- Belgique : 30 septembre 2017 sur RTL-TVI
- France : 3 octobre 2017 sur TF1

- États-Unis : 2,06 millions de téléspectateurs[27] (première diffusion)
- Canada : 795 000 téléspectateurs[28] (première diffusion + différé 7 jours)

- Alex Mallari Jr. (Matty Tan)
- Jordan Hayes (Sophie Hausen)
- Melanie Nicholls-King (Elyse Salmon)
- Ski Carr (Oscar Zapala)

### Épisode 11:L'orchidée noire
- États-Unis /  Canada : 8 janvier 2017 sur ABC / CTV Two
- Québec : 6 avril 2017 sur VRAK
- Belgique : 30 septembre 2017 sur RTL-TVI
- France : 3 octobre 2017 sur TF1

- États-Unis : 2,7 millions de téléspectateurs[29] (première diffusion)

- Patrick Breen (Clark Sims)
- Berto Colon (Detective Nick Cestero)
- Shawn Parson (Joe Kaplan)
- Elena Shaddow (May Defranco)

### Épisode 12:Ambitions secrètes
- États-Unis : 15 janvier 2017 sur ABC
- Canada : 16 janvier 2017 sur CTV
- Québec : 13 avril 2017 sur VRAK
- Belgique : 7 octobre 2017 sur RTL-TVI
- France : 3 octobre 2017 sur TF1

- États-Unis : 2,24 millions de téléspectateurs[30] (première diffusion)

- Martin Donovan (Theodore « Ted » Morrison)
- Armin Amiri (Tariq Abbas)
- Karen Oberoi (Omar Abbas)
- Clark Jackson (Agent Cole Sexton)

### Épisode 13:D'où on vient, où on va
- États-Unis /  Canada : 29 janvier 2017 sur ABC / CTV
- Québec : 20 avril 2017 sur VRAK
- Belgique : 7 octobre 2017 sur RTL-TVI
- France : 3 octobre 2017 sur TF1

- États-Unis : 2,43 millions de téléspectateurs[31] (première diffusion)

- Mike Doyle (Rodney Landon)
- Mark Moses (Gerard Harrison)
- Rob Stewart (Paul Lund)